# The Arturo Sandoval Story
The Arturo Sandoval Story (For Love or Country: The Arturo Sandoval Story) è un film per la televisione sulla vita di Arturo Sandoval, diretto da Joseph Sargent e interpretato da Andy García.
Il film racconta la vita del musicista Sandoval a Cuba, fino al suo asilo politico negli Stati Uniti. In Italia è andato in onda in prima visione su Sky, l'11 novembre 2003.

## Trama
Arturo Sandoval è un fenomenale trombettista, ma deve affrontare un grosso ostacolo nel perseguire la sua arte: Il jazz è illegale nella sua patria, Cuba, dove si può suonare solo musica autorizzata dallo Stato.